# Schiacciata (pallacanestro)

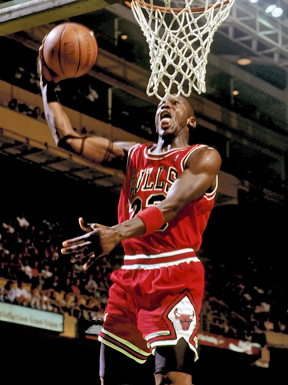
Schiacciata di Michael Jordan

La schiacciata, detta in lingua inglese slam dunk, è un movimento della pallacanestro che consiste nel segnare un canestro tenendo la palla con una o due mani e scagliandola dall'alto verso il basso nel ferro.
Al gesto, altamente spettacolare, è riservata un'apposita gara delle schiacciate nell'ambito del NBA All-Star Game, nella quale vengono convocati quattro tra i migliori schiacciatori della lega.

## Record
- Il 1º aprile 2000 Michael Wilson (giocatore degli Harlem Globetrotters) schiacciò a una mano in un canestro alto 3,65 metri.
- Il 21 gennaio 2001 a Van Nuys Joseph Gibby realizzò una schiacciata saltando da un trampolino posto a 5,79 metri dal canestro.

## Stili di schiacciate

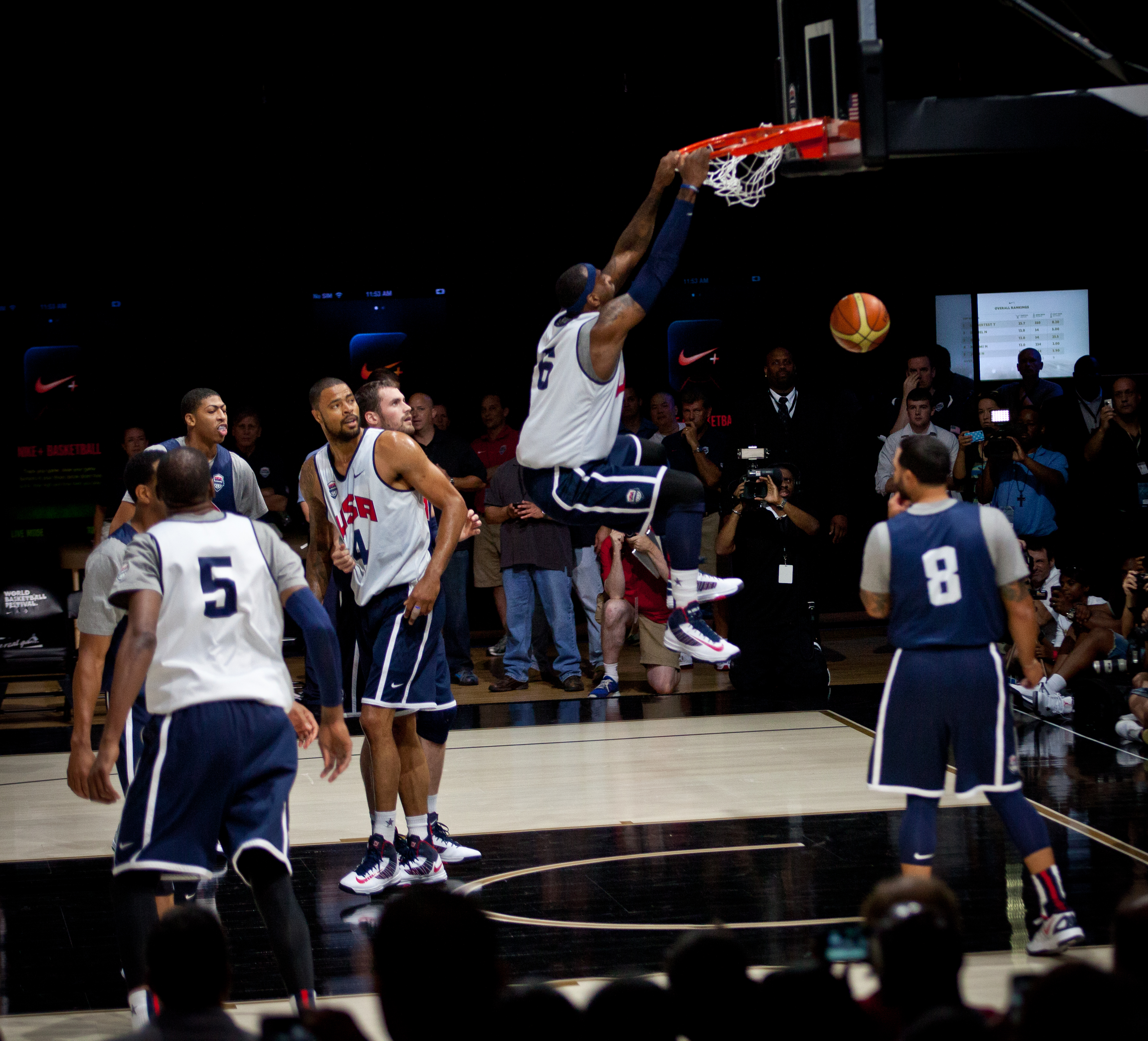
LeBron James, 2012.

- 360: una schiacciata "360" consiste nel compiere, nella fase aerea fra lo stacco e la conclusione a canestro, una rotazione di 360° su sé stessi. La conclusione può avvenire sia con una che con due mani. Per completare il movimento rotatorio con efficacia ed eleganza, spesso è indispensabile restare in aria abbastanza a lungo, e per eseguirla serve quindi un'elevazione non indifferente.
- Windmill: si effettua eseguendo nella fase di volo, prima di concludere la schiacciata, un movimento circolare del braccio (o delle braccia) che tiene il pallone. Prevede diverse varianti compreso il "Windmill-360" o il "Rock the Baby".
- Rock the baby: variante della "windmill", prevede che il movimento rotatorio del braccio parta in senso opposto, e cioè da dietro in avanti[1].
- Tomahawk: consiste nello schiacciare il pallone a canestro dopo averlo portato dietro la testa o comunque dietro rispetto all'asse del corpo. Eseguita generalmente a due mani, la schiacciata "Tomahawk" assume spettacolarità imprimendo grande violenza nel movimento delle braccia verso il canestro. Spesso, nei contest, tale schiacciata viene effettuata in volo dopo aver lanciato la palla contro il tabellone.

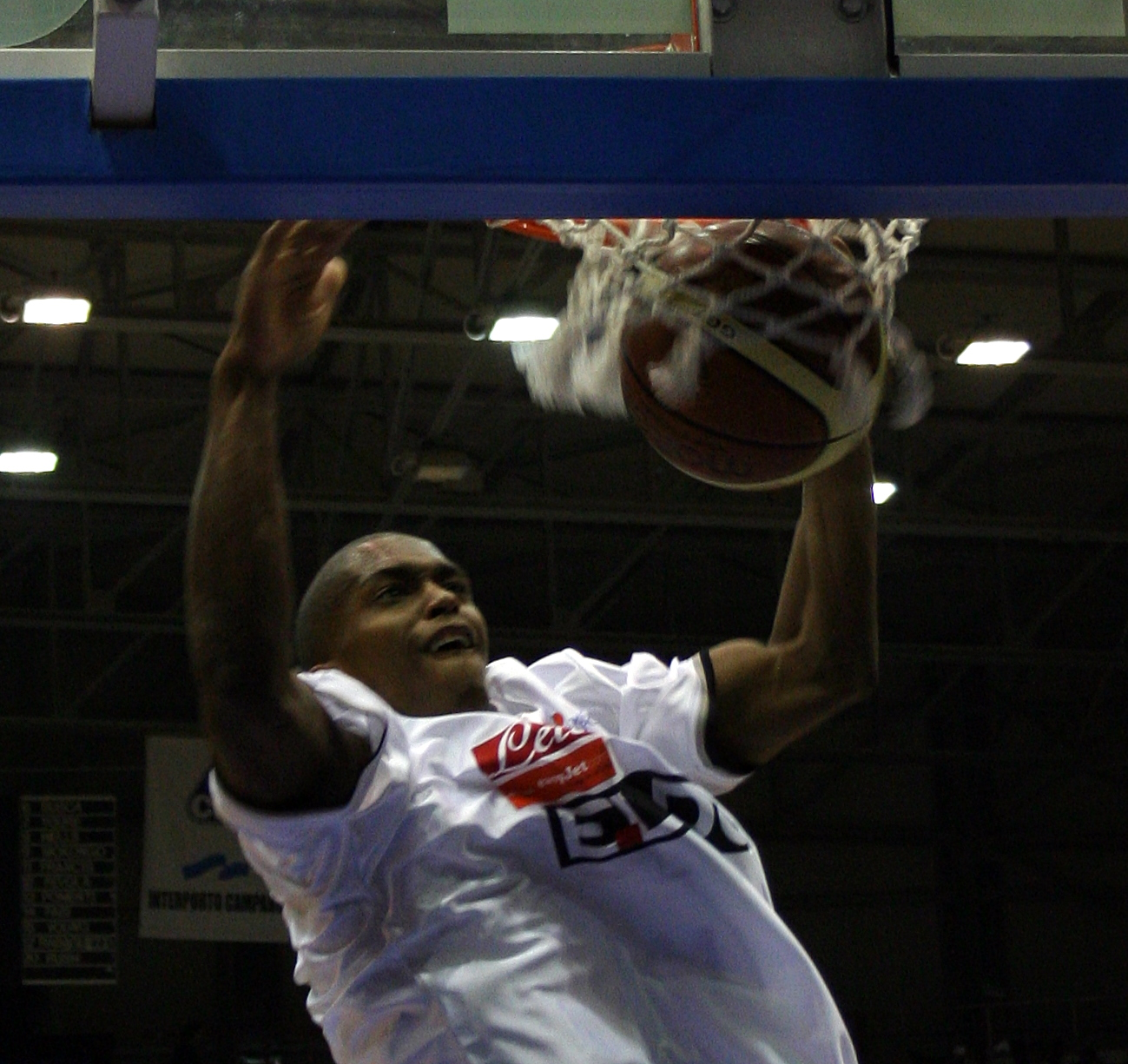
Schiacciata di Larry O'Bannon

- Free throw line: letteralmente "linea del tiro libero", tale schiacciata consiste proprio nello schiacciare dopo aver eseguito lo stacco circa all'altezza del tiro libero (intorno ai 5,5 metri). Pur rendendo difficile qualsiasi evoluzione nella fase aerea, questa modalità di schiacciata offre grande spettacolarità e richiede indispensabilmente una grandissima elevazione ed uno stacco veloce e potente. Interpretazione difficile di questa schiacciata è l'abbinamento della schiacciata in estensione con il movimento "Double Clutch"[2].
- Between the legs: come esplicitato dal nome stesso, è una schiacciata che si conclude dopo aver passato la palla fra le gambe durante la fase di volo. Necessarie alla sua realizzazione sono una grande coordinazione ad una certa elevazione verticale[3].
- Double Clutch o Double Pump: a caratterizzare entrambi questi tipi di schiacciate è il movimento di allontanamento della palla dal canestro prima di riportarla in alto e schiacciarla. Nel Double Clutch, il braccio che tiene il pallone si tira indietro fino all'altezza della testa (o anche dietro la testa, senza però confondere con il "Tomahawk"), prima di concludere a canestro[4]. Nella "Double Pump" il pallone, partendo da una posizione in alto, viene portato all'altezza circa della pancia o delle ginocchia, per poi riportarlo rapidamente in alto e schiacciare. Una delle versioni più frequenti di questa schiacciata è quella con le spalle rivolte verso il canestro[5].